# Bataille de Bilbao
Guerre d'Espagne
La bataille de Bilbao fait partie des batailles du front du Nord qui opposèrent, durant la guerre d'Espagne les forces républicaines et les insurgés nationalistes. Elle se déroula durant le printemps 1937 en Biscaye et se solda par l'occupation au 19 juin par les nationalistes de Bilbao et du reste du Pays basque républicain.

## Contexte

### Situation stratégique
Bilbao était la capitale de la communauté autonome basque établie par la république depuis le commencement de la guerre. Cette autonomie avait été octroyée en échange de l'appui des nationalistes basques, organisés dans l'armée basque ou « Euzko Gudarostea ». Mais il est remarquable que tous les nationalistes étaient loin d'adhérer et de soutenir la république. En septembre 1936, l'Eusko Gudarostea, formé par le gouvernement basque de José Antonio Aguirre et composé de bataillons hétéroclites, tenait l'ensemble de la région de Biscaye et de l'Ouest du Guipuscoa.
La situation des républicains se faisait cependant de plus en plus difficile, dans la mesure où Saint-Sébastien et une grande partie du Guipuscoa était déjà tombé le 13 septembre 1936.

### La «Ceinture de Fer»

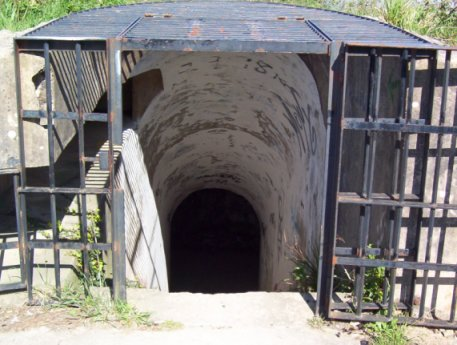
Entrée de la « Ceinture de Fer » à Artxanda.

Le gouvernement basque avait organisé un système de défense efficace afin de résister aux assauts des troupes nationalistes, appelé la « Ceinture de Fer » (Cinturón de Hierro en espagnol). C'était une ligne de défense statique, destinée plus spécifiquement à la défense de Bilbao, construite sur le modèle de la ligne Maginot en France. Son efficacité avait déjà été louée[Par qui ?] ou au contraire vivement critiquée[Par qui ?]. Elle répondait en tout cas à la stratégie défensive adoptée par le général Alberto de Montaud y Noguerol (es).

## Combats
Ce furent précisément ceux qui avaient été chargés d'organiser les défenses de la ville qui, par leur trahison, rendirent possible sa chute. Les officiers Murga et Anglada, après que les républicains eurent découvert leur trahison, les fusillèrent, mais le monarchiste Alejandro Goicoechea réussit à franchir les lignes, emportant avec lui tous les plans et informations disponibles sur le système de défense. Munis de ces renseignements, les chefs nationalistes découvrirent que le secteur du mont Gaztelumendi était un point faible dans la « Ceinture de Fer », car il n'y avait plus là qu'une seule ligne de défense, après les assauts nationalistes des mois précédents.
Dans la nuit du 13 juin, les défenseurs évacuèrent la majeure partie de la population civile de la ville. Les troupes franquistes lancèrent alors avec l'aide de la légion Condor une attaque de grande envergure qui détruisit les défenses de Bilbao. C'est à Artxanda que se livrèrent les derniers combats, où mourut le lieutenant Mardaras.
Le 18 juin, le général républicain Ulibarri fit retraite, laissant tomber la ville aux mains de ses ennemis le 19 juin 1937. Ils détruisirent les ponts avant de se replier, mais la plus grande partie de la ville resta intacte.

## Conséquences
La perte de Bilbao est à insérer dans le recul des forces républicaines sur le front du Nord. Il marque en tout cas la chute d'une ville industrielle et ouvrière, acquise depuis le début de la guerre à la République.